# Norwood (Ohio)
Norwood és una ciutat dels Estats Units a l'estat d'Ohio. Segons el cens del 2000 tenia 21.675 habitants.

## Demografia
Segons el cens del 2000, Norwood tenia 21.675 habitants, 9.270 habitatges, i 5.154 famílies. La densitat de població era de 2.682,3 habitants/km².
Dels 9.270 habitatges en un 26,7% hi vivien nens de menys de 18 anys, en un 36,8% hi vivien parelles casades, en un 13,7% dones solteres, i en un 44,4% no eren unitats familiars. En el 36,3% dels habitatges hi vivien persones soles l'11,1% de les quals corresponia a persones de 65 anys o més que vivien soles. El nombre mitjà de persones vivint en cada habitatge era de 2,31 i el nombre mitjà de persones que vivien en cada família era de 3,04.
Per edats la població es repartia de la següent manera: un 23,4% tenia menys de 18 anys, un 11,9% entre 18 i 24, un 32,4% entre 25 i 44, un 19,7% de 45 a 60 i un 12,6% 65 anys o més.
L'edat mediana era de 34 anys. Per cada 100 dones de 18 o més anys hi havia 90,9 homes.
La renda mediana per habitatge era de 32.223 $ i la renda mediana per família de 39.951 $. Els homes tenien una renda mediana de 31.530 $ mentre que les dones 25.852 $. La renda per capita de la població era de 18.108 $. Aproximadament el 8,6% de les famílies i el 12,9% de la població estaven per davall del llindar de pobresa.

## Poblacions properes
El següent diagrama mostra les poblacions més properes.